# Spondylurus
Spondylurus – rodzaj jaszczurek z podrodziny Mabuyinae w rodzinie scynkowatych (Scincidae).

## Zasięg występowania
Rodzaj obejmuje gatunki występujące na Wyspach Dziewiczych, Turks i Caicos, Saint-Martin, Anguilli, w Portoryko, na Jamajce i Haiti. 

## Morfologia
Długość ciała 64–107 mm.

## Systematyka

### Etymologia
Spondylurus: gr. σφονδυλος sphondulos „kręg”; ουρα oura „ogon”.

### Podział systematyczny
Do rodzaju należą następujące gatunki: 
- Spondylurus anegadae
- Spondylurus caicosae
- Spondylurus culebrae
- Spondylurus fulgidus
- Spondylurus haitiae
- Spondylurus lineolatus
- Spondylurus macleani
- Spondylurus magnacruzae
- Spondylurus martinae
- Spondylurus monae
- Spondylurus monitae
- Spondylurus nitidus
- Spondylurus powelli
- Spondylurus semitaeniatus
- Spondylurus sloanii
- Spondylurus spilonotus
- Spondylurus turksae